# 島唄 (島唄20周年記念シングル)
「島唄（島唄20周年記念シングル）」（しまうた しまうた20しゅうねんきねんシングル）は、日本のロックバンドTHE BOOMが2013年3月20日に発表した34枚目のシングル。

## 概要
シングル「島唄 (オリジナル・ヴァージョン)」発売から20年を記念して新たにレコーディングされた。
一部、歌詞を増やしている。

## 収録曲
1. 島唄
作詞・作曲：宮沢和史
2. シンカヌチャー（THE BOOM ver.）
作詞：宮沢和史、我如古より子、平田大一　作曲：宮沢和史
3. 島唄（シンフォニック･オーケストラver.）
4. シンカヌチャー（太鼓抜きver.）
5. 島唄（カラオケ）
6. シンカヌチャー（カラオケ）